# Béla Bodó
Béla Bodó (* 1963) ist ein ungarischer Historiker.

## Leben
Er erwarb 1988 einen B.A. an der Lajos-Kossuth-Universität in Debrecen, 1990 einen H.B.A. an der University of Toronto, 1992 einen M.A. an der York University und 1998 den Ph.D. an der York University bei Michael H. Kater, Irmgard Steinisch und William D. Irvine. Von 2000 bis 2002 lehrte er als außerordentliche Professor an der University of Oklahoma. Von 2002 bis 2004 lehrte er als Juniorprofessor an der University of South Florida. Von 2004 bis 2006 hatte er eine Juniorprofessur an der Grand Valley State University. Von 2007 bis 2008 war er Juniorprofessor an der California State University. Von 2008 bis 2011 war er Juniorprofessor an der Missouri State University. Von 2011 bis 2015 war er ordentlicher Professor an der Missouri State University. Seit 2015 ist er Akademischer Oberrat an der Universität Bonn.
Seine Forschungsschwerpunkte sind politische und häusliche Gewalt in der Zwischenkriegszeit in Ost- und Mitteleuropa, europäischer Rechtsradikalismus der Zwischenkriegszeit, Geschichte Ungarns, 1918–1945 und Antisemitismus/Holocaust.

## Schriften (Auswahl)
- Tiszazug. The Social History of a Murder Epidemic. Boulder 2002, ISBN 0-88033-487-8.
- Pál Prónay. Paramilitary Violence and Anti-Semitism in Hungary, 1919-1922. Pittsburg 2010.
- The White Terror. Antisemitic and Political Violence in Hungary, 1919–1921. New York 2019, ISBN 978-1-138-57952-1.